# 23833 Мауерз
23833 Мауерз (23833 Mowers) — астероїд головного поясу, відкритий 28 серпня 1998 року.
Тіссеранів параметр щодо Юпітера — 3,549.